# Liste der Museen im Landkreis Osnabrück
Die Liste der Museen im Landkreis Osnabrück beinhaltet Museen im Landkreis Osnabrück, die unter anderem Kunst, Kulturgeschichte und Industriegeschichte vorstellen.

## Liste der Museen
| Bezeichnung                              | Lage (Stadt, Ortsteil)    | Bemerkungen | Bild |
| ---------------------------------------- | ------------------------- | ----------- | ---- |
| Federkernmuseum                          | Bad Essen                 |             |      |
| Schlossmuseum Hünnefeld                  | Bad Essen                 |             |      |
| Averbecks Hof                            | Bad Iburg, Glane          |             |      |
| Schlossmuseum Iburg                      | Bad Iburg                 |             |      |
| Uhrenmuseum Bad Iburg                    | Bad Iburg                 |             |      |
| Heimatmuseum Bad Laer                    | Bad Laer                  |             |      |
| Dr. Bauer – Heimatmuseum Bad Rothenfelde | Bad Rothenfelde           |             |      |
| Pferdezuchtmuseum Artland                | Badbergen                 |             |      |
| Museum MeyerHaus Berge                   | Berge                     |             |      |
| Museum im Kloster                        | Bersenbrück               |             |      |
| Heimatstube Haus Bissendorf              | Bissendorf                |             |      |
| Museum für Landwirtschaft und Handwerk   | Bissendorf                |             |      |
| Igelmuseum                               | Bohmte                    |             |      |
| Museum und Park Kalkriese                | Bramsche                  |             |      |
| Tuchmacher-Museum Bramsche               | Bramsche                  |             |      |
| Zigarrenladen Wortmann                   | Dissen                    |             |      |
| Museum Villa Stahmer                     | Georgsmarienhütte         |             |      |
| Museum für historische Landtechnik       | Glandorf                  |             |      |
| Töpfereimuseum im Alten Pfarrhaus        | Hagen                     |             |      |
| Gedenkstätte Augustaschacht              | Hasbergen                 |             |      |
| Geozentrum Hüggel                        | Hasbergen                 |             |      |
| Borgloher Heimatmuseum                   | Hilter                    |             |      |
| Automuseum Melle                         | Melle                     |             |      |
| Grönegau-Museum Melle                    | Melle                     |             |      |
| Sigmund Strecker Museum                  | Melle                     |             |      |
| Traktorenmuseum Melle-Buer/Meesdorf      | Melle                     |             |      |
| Traktoren- und Raritätenfreunde Merzen   | Merzen                    |             |      |
| Technikmuseum Otto-Hermann-Haus          | Neuenkirchen              |             |      |
| Alte Mädchenschule                       | Ostercappeln              |             |      |
| Dorfmuseum Venner Mühle                  | Ostercappeln, Venne       |             |      |
| Eisenzeithaus Darpvenne                  | Ostercappeln, Venne       |             |      |
| Heimatmuseum Schwagstorf                 | Ostercappeln, Schwagstorf |             |      |
| Museum Schnippenburg                     | Ostercappeln, Schwagstorf |             |      |
| Technikmuseum analog bis digital         | Ostercappeln, Schwagstorf |             |      |
| Waffel-Museum Meyer                      | Ostercappeln, Venne       |             |      |
| Stadtmuseum Quakenbrück                  | Quakenbrück               |             |      |
| Heimatmuseum Höckel                      | Voltlage, Höckel          |             |      |